# فلورين (عملة أسترالية)
كان الفلورين الأسترالي عملة معدنية استُخدمت في الكومنولث الأسترالي قبل اعتماد النظام العشري عام 1966. كانت قيمة الفلورين شلنين (24 بنسًا، أو عُشر الجنيه). سُكّت هذه الفئة لأول مرة عام 1910 بنفس حجم ووزن الفلورين البريطاني.

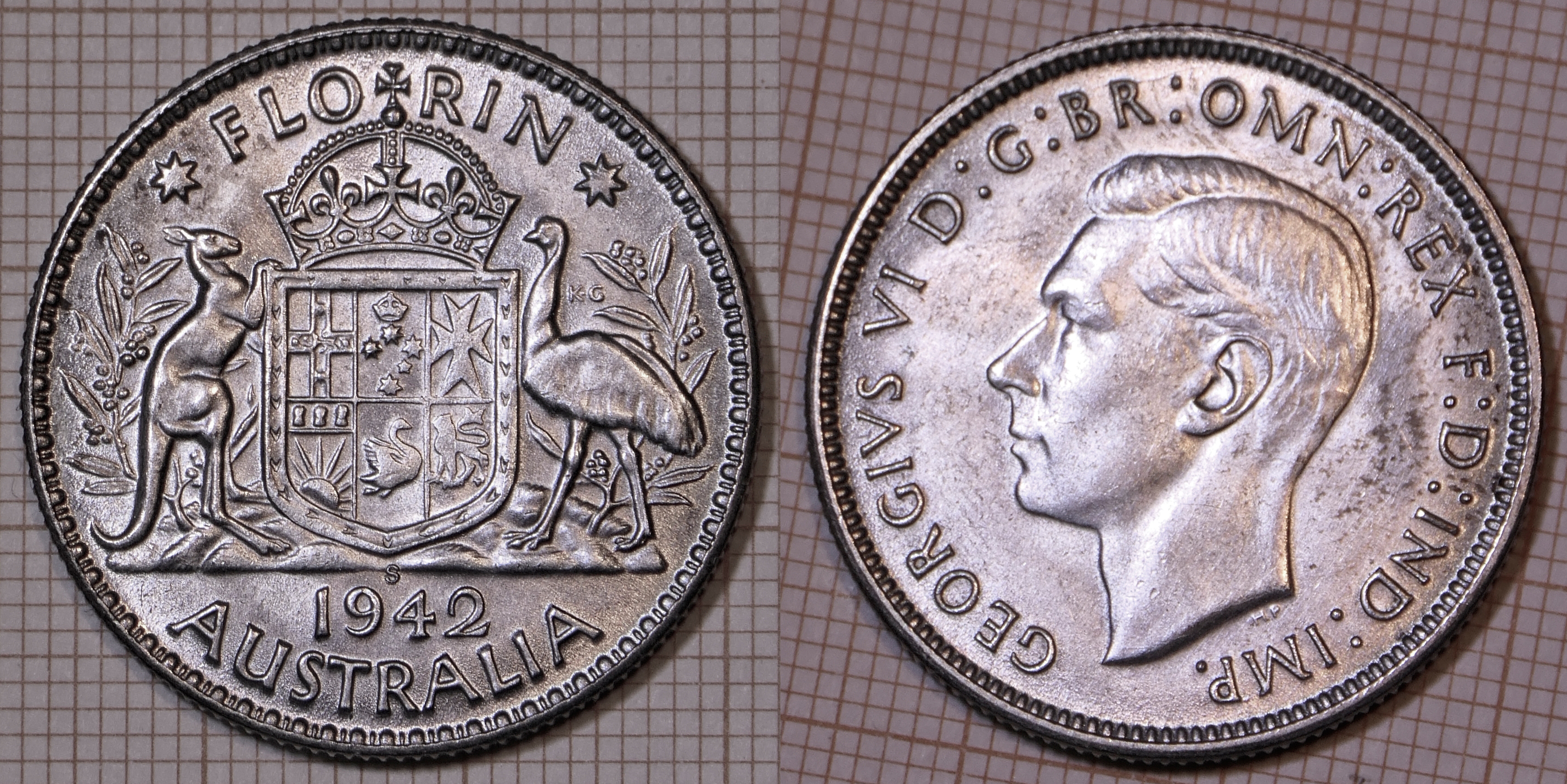
عملة فلورين أسترالية من فئة 1942 دولار تم سكها في عهد الملك جورج السادس ، وتظهر آخر تصميم ظهر شائع للعملات الفلورينية الأسترالية.

إنتجت الفلورينات التي سكت من عام 1910 إلى عام 1945 بمحتوى من الفضة الإسترلينية عيار 925، ووزنها 11.31 غرام (0.3636 أوقية ترويسية) مع وزن الفضة الفعلي (ASW) 10.46 غرام (0.3363 ozt) طروادة) إنتجت الفلورينات التي سكت من عام 1946 إلى عام 1963 بنسبة فضة (50% فضة)، ووزنها 11.31 جرام مع ASW 5.65 غ (0.1818 ozt) . سُكّت هذه العملة حتى عام 1963، مع حذف بعض السنوات: لم تُسكّ أي فلورينات في أعوام 1920، 1929–30, 1937, 1948–50، و1955. كما أُصدرت فلورينات تذكارية للسنوات التالية: 1927, 1934–35, 1951، و1954. صدر تصميمان مختلفان في كل سنة من السنوات التذكارية (الإصدار "العادي" المعتمد بالإضافة إلى التصميمات التذكارية المعتمدة خصيصًا). كذلك، لم تُصدر أي عملات معدنية من أي فئة في عام 1965، حيث أُغلقت جميع عمليات سكّ العملات استعدادًا للتحويل إلى النظام العشري. خلال الحرب العالمية الثانية، بين عامي 1942 و1944، استُكمل إنتاج الفلورينات بالعملات المعدنية المنتجة في فرع سان فرانسيسكو التابع لدار سك العملة الأمريكية. تحمل هذه العملات علامة سك صغيرة على شكل حرف "S" أسفل شعار النبالة الأسترالي.
كانت الصورة على ظهر العملة المعدنية هي شعار النبالة لأستراليا (باستثناء العملات التذكارية). تأتي هذه العملة بشكلين، جميعها تحمل صورة الكنغر والإيمو والدرع الذي يحتوي على شعار النبالة. العملات الصادرة بين عامي 1910 و1936 تحمل نجمة سباعية فوق شعار النبالة، وكوكبة الصليب الجنوبي داخل الدرع. العملات الصادرة بين عامي 1938 و1963، شاملةً، تحمل التاج الملكي في الأعلى، والولايات الست ممثلةً في الدرع، ونبات القيقب الذهبي كخلفية. عندما اعتمدت أستراليا النظام العشري رسميًا، في 14 فبراير 1966، كان الفلورين يساوي 20 سنتًا.

## أنواع التداول
| صورة       | صورة  | سنين | سنين | المعايير الفنية | المعايير الفنية | المعايير الفنية | المعايير الفنية                             | الوصف / الأسطورة / المصمم | الوصف / الأسطورة / المصمم                                                                 | الوصف / الأسطورة / المصمم                                                                                                 |
| وجه العملة | العكس | من   | ل    | القطر           | سماكة           | كتلة            | تعبير                                       | حافة                      | وجه العملة                                                                                | العكس |
| ---------- | ----- | ---- | ---- | --------------- | --------------- | --------------- | ------------------------------------------- | ------------------------- | ----------------------------------------------------------------------------------------- | --- |
|            |       | 1910 | 1910 | 28.5 مم         | 2.5 مم          | 11.31 ج         | 92.5% فضة 7.5% نحاس                         | مقصب                      | إدوارد السابع إدوارد السابع D:G: بريت. OMN: ريكس F: D: IND: IMP: بقلم جورج ويليام دي سولس | شعار النبالة لأستراليا لعام 1908 (مع شعار ADVANCE AUSTRALIA على الشريط) فلورين واحد - شلنان بقلم ويليام هنري جيمس بلاكمور |
|            |       | 1911 | 1936 | 28.5 مم         | 2.5 مم          | 11.31 ج         | 92.5% فضة 7.5% نحاس                         | مقصب                      | جورج الخامس جورجيفس ضد دجبريت: أومن: ريكس فديند: إمب: بقلم بيرترام ماكينال                | شعار النبالة لأستراليا لعام 1908 (مع شعار ADVANCE AUSTRALIA على الشريط) فلورين واحد - شلنان بقلم ويليام هنري جيمس بلاكمور |
|            |       | 1938 | 1945 | 28.5 مم         | 2.5 مم          | 11.31 ج         | 92.5% فضة 7.5% نحاس                         | مقصب                      | جورج السادس جورجيفس السادس D:G:BR:OMN:REX: F:D:IND:IMP. بقلم توماس هيو باجيت              | شعار النبالة لأستراليا أسفل التاج الإمبراطوري * فلورين * أستراليا بقلم جورج كروجر جراي                                    |
|            |       | 1946 | 1947 | 28.5 مم         | 2.5 مم          | 11.31 ج         | 50.0% فضة ، 40.0% نحاس، 5.0% نيكل، 5.0% زنك | مقصب                      | جورج السادس جورجيفس السادس D:G:BR:OMN:REX: F:D:IND:IMP. بقلم توماس هيو باجيت              | شعار النبالة لأستراليا أسفل التاج الإمبراطوري * فلورين * أستراليا بقلم جورج كروجر جراي                                    |
|            |       | 1951 | 1952 | 28.5 مم         | 2.5 مم          | 11.31 ج         | 50.0% فضة ، 40.0% نحاس، 5.0% نيكل، 5.0% زنك | مقصب                      | جورج السادس جورجيفز السادس D:G:BR:OMN:REX FIDEI DEF. بقلم توماس هيو باجيت                 | شعار النبالة لأستراليا أسفل التاج الإمبراطوري * فلورين * أستراليا بقلم جورج كروجر جراي                                    |
|            |       | 1953 | 1954 | 28.5 مم         | 2.5 مم          | 11.31 ج         | 50.0% فضة ، 40.0% نحاس، 5.0% نيكل، 5.0% زنك | مقصب                      | إليزابيث الثانية + إليزابيث الثانية. DEI.GRATIA.REGINA بقلم ماري جيليك                    | شعار النبالة لأستراليا أسفل التاج الإمبراطوري * فلورين * أستراليا بقلم جورج كروجر جراي                                    |
|            |       | 1956 | 1963 | 28.5 مم         | 2.5 مم          | 11.31 ج         | 50.0% فضة ، 40.0% نحاس، 5.0% نيكل، 5.0% زنك | مقصب                      | إليزابيث الثانية + إليزابيث.II.DEI.GRATIA.REGINA.F:D: بقلم ماري جيليك                     | شعار النبالة لأستراليا أسفل التاج الإمبراطوري * فلورين * أستراليا بقلم جورج كروجر جراي                                    |

## فلورينات تذكارية

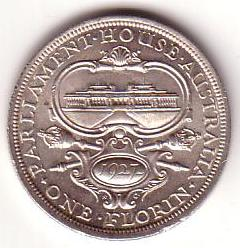
ظهر عملة فلورين أسترالي من عام 1927، تخليدًا لذكرى افتتاح مبنى البرلمان الأصلي. تصميم جورج كروغر غراي.
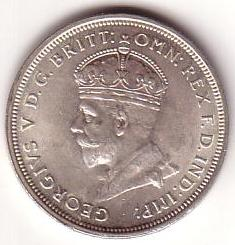
وجه عملة الفلورين الأسترالية التذكارية لعام 1927، مع

 الملك جورج الخامس. صممه جورج كروجر جراي .

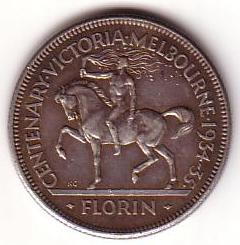
ظهر عملة فلورين أسترالي غير متداولة، صدرت عامي 1934–35، تخليدًا لذكرى مرور مائة عام على تأسيس ملبورن، عاصمة فيكتوريا. تصميم جورج كروجر جراي.
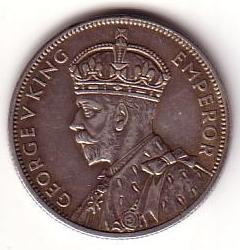
وجه عملة فلورين أسترالية تذكارية من عام 1934-1935، تحمل صورة الملك جورج الخامس، من تصميم بيرسي ميتكالف.

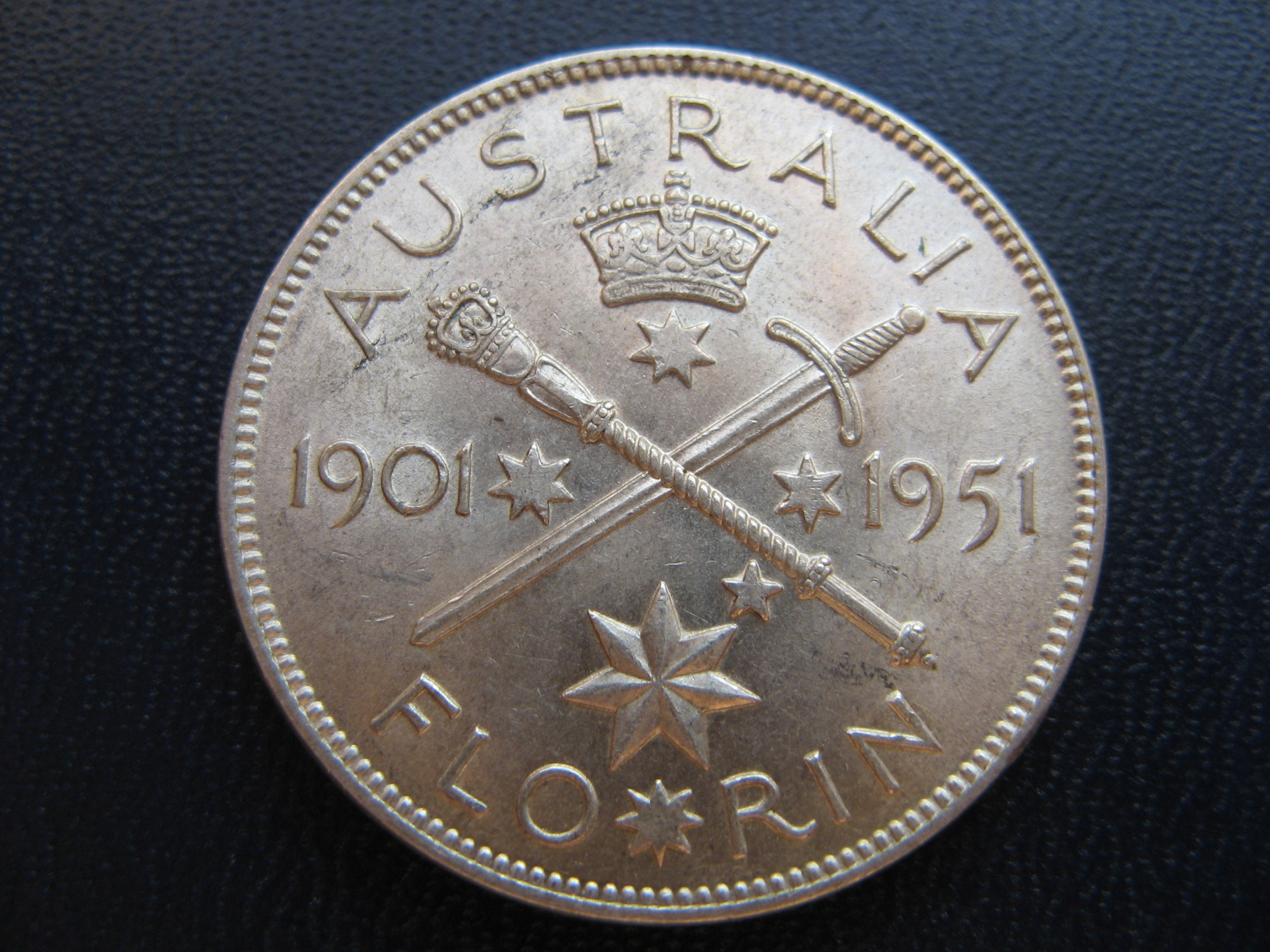
ظهر عملة الفلورين الأسترالية الصادرة عام 1951، احتفالاً بالذكرى السنوية لتأسيس الاتحاد الأسترالي. تصميم ويليام ليزلي بولز.
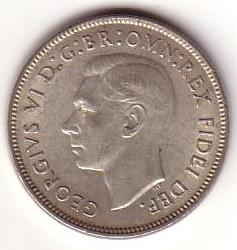
وجه العملة الأسترالية من فئة فلورين عام 1951، مع صورة الملك جورج السادس، من تصميم توماس همفري باجيت.

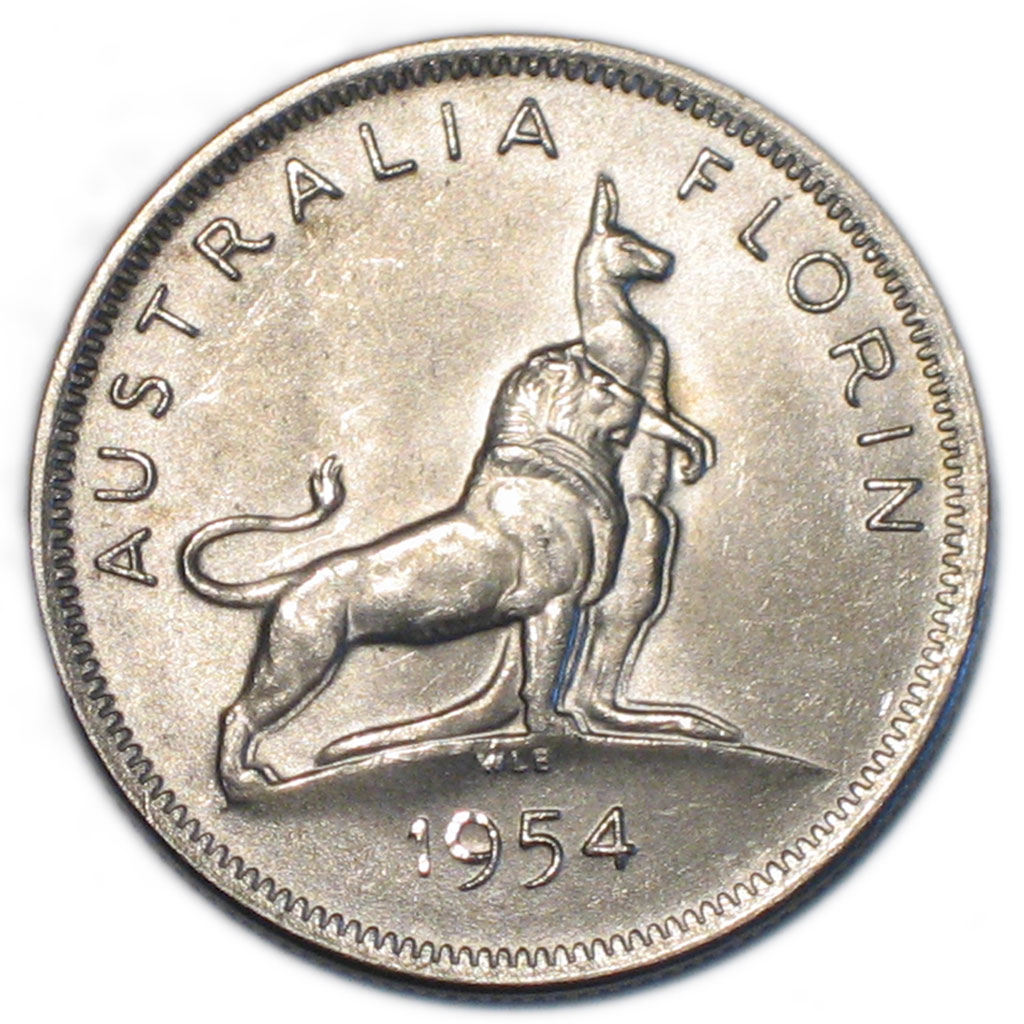
الوجه الخلفي لعملة فلورين أسترالية صدرت عام 1954 تخليداً للزيارة الأولى لملك حاكم إلى أستراليا، صممها ليزلي بولز.
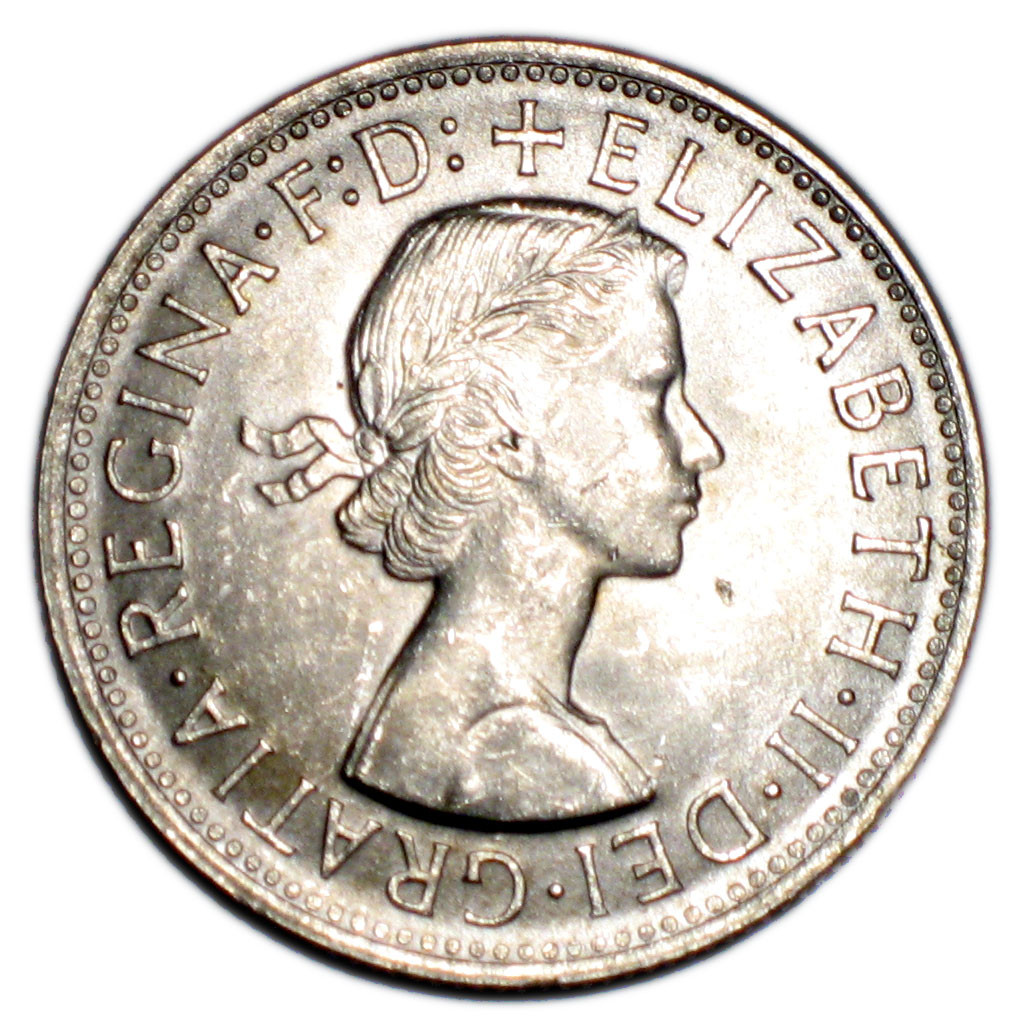
وجه عملة فلورين أسترالية تذكارية صدرت عام 1954، تحمل صورة الملكة إليزابيث الثانية، من تصميم ماري جيليك.

## علامات سك النقود
- ح :برمنغهام
- م :ملبورن
- س :سان فرانسيسكو

## روابط خارجية
- نادي العملات على الإنترنت / عملات من أستراليا / نوع العملة: فلورين
- فلورين | بلو شيت
- فلورينات أسترالية

| سبقه {{{سبقه}}} | {{{العنوان}}} {{{الأعوام}}} | تبعه {{{تبعه}}} |